# Ion Nămol
Ion Nămol (n. 1920, Oltenița, județul Călărași - d. 1977 București) a fost un violonist și lăutar din România, vestit atât pentru felul în care cânta la vioară, dar mai ales pentru talentul de a reproduce sau crea pe loc cântece lăutărești.

## Biografie
S-a născut în 1920 în Oltenița, județul Călărași într-o familie de lăutari. Din 1929 începe să studieze vioara. 
În perioada 1944-1949 compune foarte multe piese vocale, melodii ce au influențat foarte mult repertoriile incipiente ale unor artiști cunoscuți ai muzicii lăutărești (Romica Puceanu sau Gabi Luncă), dar și ale unora mai obscuri (repertoriile lui Gheorghe Lambru sau Florică Roșioru).
În 1949 se mută la București unde devine cunoscut până la jumătatea anilor ’50 în majoritatea zonelor mărginașe (Voluntari, Ferentari, Zăbrăuți, Zețari etc.).
În 1951 își formează primul taraf, alături de Florică Calu (vioară), Lenuța Creața Dumitriu (acordeon și voce) și „Baba” Ioana (acordeon și voce) - taraf foarte ciudat în componență, cu două femei acordeoniste și doi violoniști, dar o influență marcantă pentru Romica Puceanu și Taraful fraților Gore. 
Din 1957 acestui taraf i se alătură trompetistul Costel Vasilescu, pe atunci un tânăr de 17 ani, deloc cunoscut în lumea lăutarilor Bucureștiului. Taraful lui a fost o influență uriașă asupra stilului urban-lăutăresc din București, în special asupra formulelor un pic mai târzii ale tarafului fraților Gore și a „brigadei” lui Cornel Bosoi. 
În perioada 1960-1970 cântă în diverse formule alături de acordeonistul Bebe Șerban, fiul Mihai Nămol, violonistul Ion Petre Stoican sau Marin Doru. 
Moare în anul 1977 la București, fiind înmormântat într-un cimitir din Rand. Ulterior a fost scos și înhumat la Biserica Capra din Pantelimon.

## Aprecieri
„[...în anii `70 -- n.r.] Siminică era singurul care mai cânta de „of”. Mai fusese unul de la care învățase el, nea Ion Nămol îi zicea. Ăla era cel mai bun. Întotdeauna se imbrăca elegant, Nămol ăsta, și era foarte respectuos cu toată lumea.”—Johnny Răducanu - pianist, jazzman, compozitor

## Discografie
Înregistrările ce au rămas posterității cu Ion Nămol sunt din cadrul unei nunți țigănești din zona Dudești din 1971 (șapte melodii vocale și două instrumentale) realizate cu 4 reportofoane deschise în același timp, cu valoare mai degrabă documentară, decât artistică. Pe înregistrări taraful este compus din: Costel Hanțu (acordeon, la 20 de ani, pe o singură piesă), Ilie Alecu (țambal mic), Fane Negrilă (contrabas) și Marian Vișan (clarinet).
Înregistrările lui Ion Nămol de la nunta de pe Dudești din 1971 au fost editate și pe o casetă, intitulată „Program de ascultare”. Piesele ce alcătuiesc caseta sunt:
1. Cântă cucul de trei zile
2. Stinge Doamne stelele
3. Dacă n-ai frați și surori
4. Cât e Banatul de mare
5. Program Vișan (clarinet)
6. Mi-a venit ceasul să mor
7. Foaie verde lin-pelin
8. Cine mă vede băut!
9. Horă Ion Nămol (vioară)